# Novčica
A Novcsica (horvátul: Novčica) egy folyó Horvátországban, a Lika bal oldali mellékfolyója.

## Leírása
A Novcsica a Velebit-hegység keleti lejtőin, az 1286 m magas Veliki Sadikovac és a 928 m magas Oštarijski vrata lábánál ered. Forráspatakját Brušanicának hívják. Goszpicstól 5 km-re északkeletre ömlik a Likába. Hosszúsága 29 km, vízgyűjtő területe 164,8 km2. A folyó partján fekszik Goszpics városa.